# Renate Potgieter
Renate Potgieter, geb. Junker (* 26. März 1938 in Spremberg) ist eine ehemalige deutsche Leichtathletin, die in den Jahren um 1960 als Weitspringerin und Mehrkämpferin aktiv war. 
Sie startete bis 1961 für den Rheydter Turnverein 1847 und, nach ihrer Heirat mit dem südafrikanischen Hürdenspezialisten Gert Potgieter, für den ASV Köln. 
Sie belegte bei Deutschen Meisterschaften zweimal (1957 und 1962) den dritten Platz im Weitsprung und 1961 den dritten Platz im Fünfkampf. Hinzu kommt ein Meistertitel 1962, den sie mit der 4-mal-100-Meter-Staffel des ASV Kölns gewann und ein weiterer Titel aus dem gleichen Jahr mit der Fünfkampf-Mannschaft des ASV Köln. 
Sie nahm an den Olympischen Sommerspielen 1960 in Rom teil. Die in der Qualifikation geforderten 5,80 m erfüllte sie mit einem Sprung von 6,00 m. Im Endkampf gelangen ihr fünf weitere Sprünge über 6 Meter, von denen der beste mit 6,19 m gemessen wurde. Damit lag sie nur sehr knapp um zwei Zentimeter hinter der Bronzemedaillengewinnerin Hildrun Claus aus der DDR. 
Ihre persönliche Bestleistung beträgt 6,23 m, gesprungen am 7. August 1960 in Erfurt. 
Sie ist 1,68 m groß und hatte ein Wettkampfgewicht von 62 kg. 
Potgieter lebt mit ihrem Mann in Pretoria. 